# Капернаум (трактир)
«Капернаум» — трактир в Санкт-Петербурге, одно из излюбленных литераторами мест встреч, игравших роль своеобразных общественно-политических клубов и характерных для петербургской культуры и других городов России конца XIX — начала XX веков.

## Описание
Название новозаветного города Капернаум, где проповедовал, исцелял и творил чудеса Иисус Христос, стало в России второй половины XIX — начала XX веков фамильярно-бытовым названием тех трактиров или небольших ресторанов, обстановка которых позволяла не только наскоро утолить голод и жажду, но и провести время в общении и разговорах на различные темы.
В Петербурге было популярно заведение предпринимателя И. Б. Давыдова, располагавшееся на углу Кузнечного переулка и Владимирского проспекта и называемое петербуржцами по имени владельца — «Давыдкой» или, по народной традиции, — «Капернаумом». 
Трактир, как и многие заведения подобного типа — делился на «чёрную» и «чистую» половину — для простолюдин и высших классов соответственно. Позже появились отдельные кабинеты. В чистой половине для литераторов был устроен специальный стол. В трактире также располагалась бильярдная.
В трактире подавали водку и простые закуски — колбасу, солёную рыбу, миноги, расстегаи, жареную колбасу с картофельном пюре. Качество блюд не были сильной стороной заведения. Сюда приходили в основном, чтобы выпить.

## Посетители
Трактир посещали представители разных городских сословий. Дворяне приходили туда, чтобы понаблюдать за жизнью простолюдин, важную роль в этом сыграло радушие хозяина, стремившегося всячески завлечь к себе знаменитостей.
В отдельном зале для «чистой» публики вокруг длинного стола собирались литературные сотрудники и издатели литературных журналов «Современник», «Отечественные записки», «Северный вестник». Постоянными посетителями заведения были писатели A. И. Куприн, С. В. Максимов, Д. П. Мамин-Сибиряк, A. A. Плещеев, B. А. Слепцов и другие. «Капернаум» был для них местом встреч, знакомств и обмена новостями и впечатлениями. Заведение стало популярным и в среде художников.
Литераторы, как и остальные посетители трактира часто напивались. Тютчев рассказывал о том, как «один известный писатель сидел на другом, известном, и, изображая генерала, командующего войсками, орал что-то зажигательное». Тютчев был на столько поражён увиденным, что убежал оттуда и потом жаловался на «нервную лихорадку».

## В литературе
Обстановка и нравы трактира описаны в воспоминаниях М. К. Куприной-Иорданской и воссозданы самим Куприным в рассказе «Штабс-капитан Рыбников», прототипом образа героя которого стал один из встреченных там писателем случайных посетителей. 
Известность «Капернаума» в литературной среде нашла своё отражение в произведениях Ф. М. Достоевского (портной Капернаумов в «Преступлении и наказании»), Н. А. Некрасова (стихотворение «Другу Капернаумову») и других. А. Н. Толстой упоминал его в романе «Егор Абозов». Трактир упоминается в стихотворной пьесе-пародии Д. И. Коковцева и П. М. Загуляева «„Остов“ или Академия на Глазовской улице» (1909), один из героев которой поэт Портянкин назван «великим магом Капернаумских вдохновений».

## В других городах
С. М. Любецкий в изданном в 1880 году путеводителе по окрестностям Москвы писал о «неприглядном и грязном Капернауме», который стоял у дороги в подмосковном Свиблове.
Были свои «капернаумы» и в других городах России: 
в Саратове на Воловой улице, 
в Новгороде на Тамбовской улице (М. Пришвин в своих дневниках писал, что в новгородском «Капернауме» собирались порассуждать на религиозные темы не только самодеятельные философы из народа и разночинной интеллигенции, но и опытные проповедники (например, протоиерей местного собора А. П. Устьинский), для них буфетчик заведения за прилавком хранил Библию, которую гости временами требовали себе для справок).
В первой четверти XX века «Капернаумы» уже не могли удовлетворять литературно-художественную богему. На смену им пришли поэтические и артистические кафе:
в Петрограде — «Бродячая собака», в Москве — «Кафе поэтов» на углу Тверской улицы и Настасьинского переулка, «Домино» (Тверская улица, дом 18), «Стойло Пегаса» (Тверская улица, дом 37) и «Музыкальная табакерка» на Кузнецком мосту, в Ростове — «Подвал поэтов»

## Комментарии
1. ↑  Александр Павлович Чехов — старший брат писателя А. П. Чехова — написал в «Записках репортера»: «Если понадобится репортер мелкой прессы, не нужно спрашивать адрес, а нужно только спросить, в каком „капернауме“ он заседает… Я знаю репортеров, ровно ничего не пьющих, но постоянно заседающих в „капернаумах“».